# Capo Želanija
Capo Želanija (in russo Мыс Желания) si trova a nord dell'isola Severnyj, nell'arcipelago di Novaja Zemlja, in Russia. È situato a nord dell'estremità orientale dell'Europa: capo Flissingskij (Мыс Флиссингский, 76°42′09″N 69°05′15″E). È formato da una ripida scogliera alta fino a 28 m ed è collegato alla riva da un basso istmo. Ci sono, di fronte al capo, alcuni scogli e a breve distanza (a nord-ovest) la piccola isola di Loškin (Остров Лошкина).
L'intera area del capo è disabitata ed esposta ai rigidi inverni artici. Ciononostante, Capo Želanija ha rappresentato un'importante posizione strategica: durante la seconda guerra mondiale era presente una base sovietica dell'Armata Rossa che fu bombardata dalla Kriegsmarine nel corso dell'operazione Wunderland. Durante il periodo della guerra fredda divenne una stazione segreta per esperimenti militari. Capo Želanija viene usato anche come punto di riferimento geografico per distinguere le zone settentrionali del Mare di Barents e del Mare di Kara. Ad oggi la piccola stazione viene usata per rilevamenti meteorologici ed atmosferici.